# Пенковска култура
Пенковската култура е археологическа култура, датираща от края на V до началото на VIII век. Тя се намира на териториите на днешните Молдова и Украйна, от басейна на рекa Прут до Полтавскa област, където граничи със салтово-маяцката култура. На север граничи с балтите (култура Колочин-Тушемля) и с културата Прага-Корчак, свързвана със западните славяни (вендите), а на юг с културата Сивашовка, която се смята за прабългарска.
Пенковската култура е принадлежала на мултиетнично, уседнало население, занимаващо се със скотовъдство и земеделие и принципно се свързва с антите. Къщите са наземни или полуземлянки, с огнище на пода и печка в един от ъглите. Сред керамиката най-характерно е гърнето с биконична форма. Погребалните обреди са трупоизгаряне и трупополагане. Пенковската култура се смята от много автори за приемник на Черняховската култура. Наследена е от известната Салтово-маяцка култура.